# Liga Premier de Bosnia y Herzegovina 2021-22
La Liga Premier de Bosnia y Herzegovina 2021-22 es la edición número 22 de la Liga Premier de Bosnia y Herzegovina. La temporada comenzó el 16 de julio de 2021 y terminará en mayo de 2022.

## Formato
Los doce equipos participantes jugaran entre sí todos contra todos tres veces totalizando 33 partidos cada uno, al término de la fecha 33 el primer clasificado obtuvo un cupo para la primera ronda de la Liga de Campeones 2022-23, mientras que el segundo y tercer clasificado obtuvieron un cupo para la primera ronda de la Liga Europa Conferencia 2022-23; por otro lado los dos últimos clasificados descendieron a la Prva Liga FBiH 2022-23 o a la Prva Liga RS 2022-23.
Un tercer cupo para la Primera ronda de la Liga Europa Conferencia 2022-23 es asignado al campeón de la Copa de Bosnia y Herzegovina.

## Ascensos y descensos
| Pos. | de Liga Premier de Bosnia y Herzegovina 2020-21 |
| ---- | ----------------------------------------------- |
| 9.º  | Mladost Doboj                                   |
| 10.º | Krupa                                           |
| 12.º | Radnik Bijeljina                                |

| Pos. | Ascendidos 2020-21                  |
| ---- | ----------------------------------- |
| 1.º  | Rudar (Liga República Srpska)       |
| 2.º  | Leotar (Liga República Srpska)      |
| 1.º  | Posuŝje (Liga Federación de Bosnia) |

## Clasificación
| Pos. | Equipo              | Pts. | PJ | G  | E  | P  | GF | GC | Dif. | Clasificación o descenso                                          |
| ---- | ------------------- | ---- | -- | -- | -- | -- | -- | -- | ---- | ----------------------------------------------------------------- |
| 1    | Zrinjski Mostar (C) | 81   | 32 | 25 | 6  | 1  | 72 | 14 | +58  | Primera fase clasificatoria de la Liga de Campeones 2022-23       |
| 2    | Tuzla City          | 56   | 32 | 15 | 11 | 6  | 49 | 36 | +13  | Primera fase clasificatoria de la Liga Europa Conferencia 2022-23 |
| 3    | Borac               | 54   | 32 | 13 | 15 | 4  | 44 | 31 | +13  | Primera fase clasificatoria de la Liga Europa Conferencia 2022-23 |
| 4    | Sarajevo            | 46   | 32 | 13 | 7  | 12 | 37 | 30 | +7   |                                                                   |
| 5    | Željezničar         | 42   | 32 | 9  | 15 | 8  | 27 | 28 | −1   |                                                                   |
| 6    | Velež Mostar        | 41   | 32 | 12 | 8  | 12 | 39 | 37 | +2   |                                                                   |
| 7    | Široki Brijeg       | 38   | 32 | 8  | 14 | 10 | 28 | 32 | −4   |                                                                   |
| 8    | Posuŝje             | 34   | 32 | 7  | 13 | 12 | 30 | 51 | −21  |                                                                   |
| 9    | Leotar              | 33   | 32 | 9  | 6  | 17 | 25 | 46 | −21  |                                                                   |
| 10   | Sloboda Tuzla       | 32   | 32 | 7  | 11 | 14 | 25 | 34 | −9   |                                                                   |
| 11   | Radnik Bijeljina    | 26   | 32 | 5  | 11 | 16 | 31 | 50 | −19  | Descenso a Prva Liga FBiH o Prva Liga RS                          |
| 12   | Rudar Prijedor      | 26   | 32 | 5  | 11 | 16 | 28 | 46 | −18  | Descenso a Prva Liga FBiH o Prva Liga RS                          |

 Fuente: Rezultati.com
Notas:
1. ↑  Al Velež se le restaron 3 puntos por invasión de campo de sus aficionados.[1]